# Gondrin
Gondrin é uma comuna francesa na região administrativa da Occitânia, no departamento de Gers. Estende-se por uma área de 34.76 km², e possui 1.196 habitantes, segundo o censo de 2018, com uma densidade de 34 hab/km².